# Pycnocryptus director
Pycnocryptus director là một loài tò vò trong họ Ichneumonidae.